# Eriocaulon sonderianum
Eriocaulon sonderianum är en gräsväxtart som beskrevs av Friedrich August Körnicke. Eriocaulon sonderianum ingår i släktet Eriocaulon och familjen Eriocaulaceae. Inga underarter finns listade i Catalogue of Life.